# ISO 3166-2:EG
Die Liste der ISO-3166-2-Codes für  Ägypten enthält die Codes für die Gouvernements in Ägypten.
Die Codes bestehen aus zwei Teilen, die durch einen Bindestrich voneinander getrennt sind. Der erste Teil gibt den Landescode gemäß ISO 3166-1 (für  Ägypten EG), der zweite den Code für die Gouvernements wieder.

Der aktuelle Landescode wurde am 29. Oktober 2014 zuletzt aktualisiert.
Für Ägypten bestehen die Codes für die Gouvernements aus ein bis drei Buchstaben.
| Gouvernement        | Code   |
| ------------------- | ------ |
| ad-Daqahliyya       | EG-DK  |
| al-Bahr al-ahmar    | EG-BA  |
| al-Buhaira          | EG-BH  |
| al-Fayyūm           | EG-FYM |
| al-Gharbiyya        | EG-GH  |
| al-Iskandariyya     | EG-ALX |
| al-Ismaʿiliyya      | EG-IS  |
| al-Dschiza          | EG-GZ  |
| al-Minufiyya        | EG-MNF |
| al-Minya            | EG-MN  |
| al-Qahira           | EG-C   |
| al-Qalyubiyya       | EG-KB  |
| al-Uqsur            | EG-LX  |
| al-Wadi al-dschadid | EG-WAD |
| asch-Scharqiyya     | EG-SHR |
| as-Suwais           | EG-SUZ |
| Aswan               | EG-ASN |
| Asyut               | EG-AST |
| Bani Suwaif         | EG-BNS |
| Bur Saʿid           | EG-PTS |
| Dumyat              | EG-DT  |
| Dschanub Sina       | EG-JS  |
| Kafr asch-Schaich   | EG-KFS |
| Matruh              | EG-MT  |
| Qina                | EG-KN  |
| Schimal Sina        | EG-SIN |
| Sauhadsch           | EG-SHG |

Gouvernements in Ägypten

Am 15. April 2011 wurden zwei Gouvernements aufgelöst und den Gouvernements al-Dschiza bzw. al-Qahira zugeschlagen. Deren Codes wurden 2014 von ISO wieder gelöscht.
| Ehem. Gouvernement   | Code  |
| -------------------- | ----- |
| as-Sadis min Uktubar | EG-SU |
| Helwan               | EG-HU |